# Allocotylophora polyprionum
Allocotylophora polyprionum är en plattmaskart som beskrevs av Dillon och Hargis 1965. Allocotylophora polyprionum ingår i släktet Allocotylophora och familjen Discocotylidae. Inga underarter finns listade i Catalogue of Life.